# HC Linz AG

Ancien logo

Le HC Linz AG est un club de handball situé à Linz en Autriche. 

## Palmarès
Compétitions nationales
- Vainqueur du Championnat d'Autriche (7) : 1978, 1979, 1980, 1981, 1994, 1995, 1996
- Vainqueur de la Coupe d'Autriche (4) : 1994, 1995, 1996, 1997.

Compétitions internationales
- Finaliste de la Coupe de l'EHF (C3) (1) : 1994

## Personnalités liées au club
- Dominik Ascherbauer : joueur depuis 2008
- Alexander Hermann : joueur avant 2012
- Maximilian Hermann : joueur avant 2011 et depuis 2020
- Zygfryd Kuchta : entraîneur-joueur de 1976 à 1979